# مقاطعة بارتون (ميزوري)
مقاطعة بارتون (بالإنجليزية: Barton County)‏ هي إحدى المقاطعات في ولاية ميزوري في الولايات المتحدة الأمريكية.